# Cedric Wright

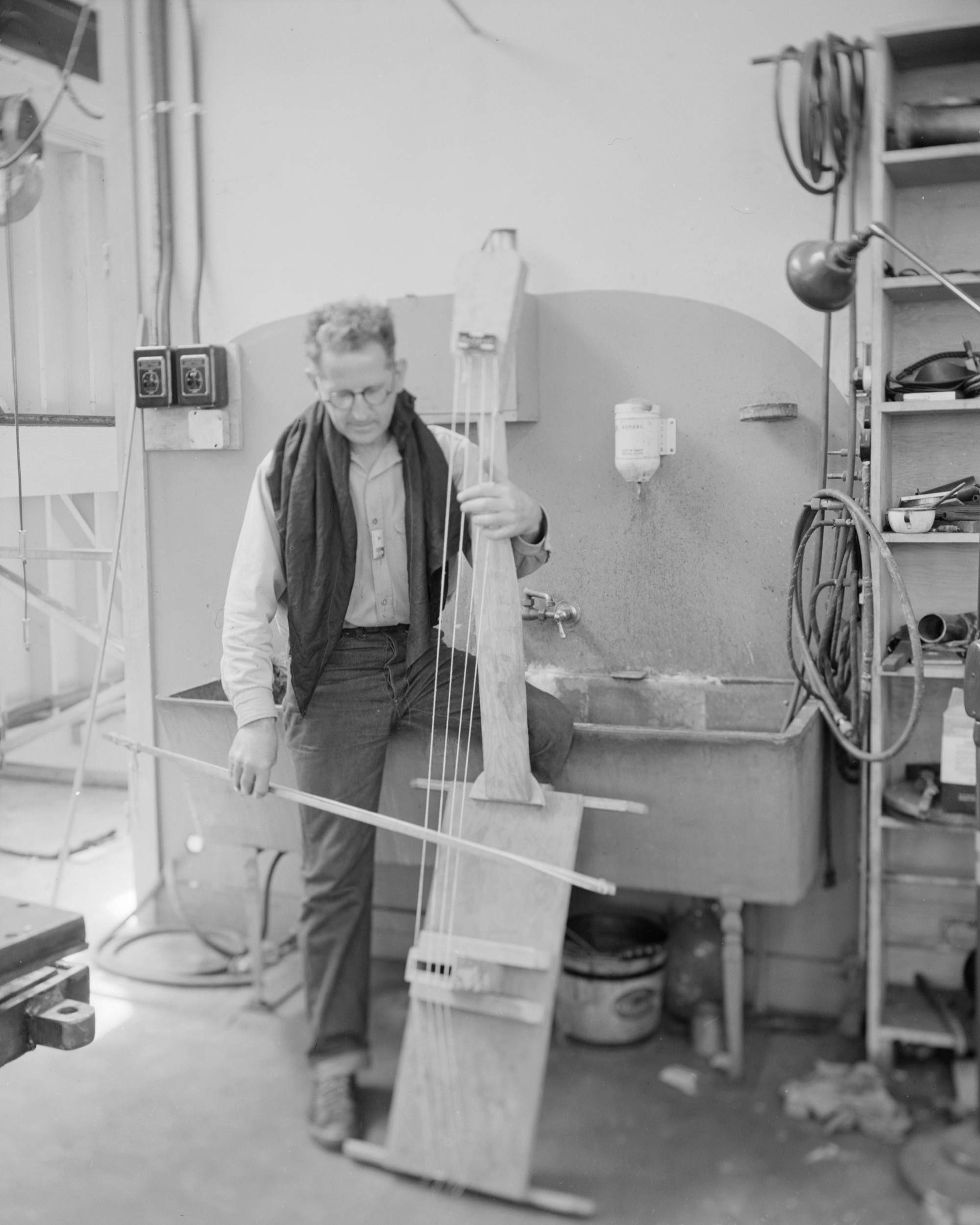
George Cedric Wright hraje na nástroj typu kontrabas, který pro něj postavili v Lawrence Radiation Laboratory, 1943

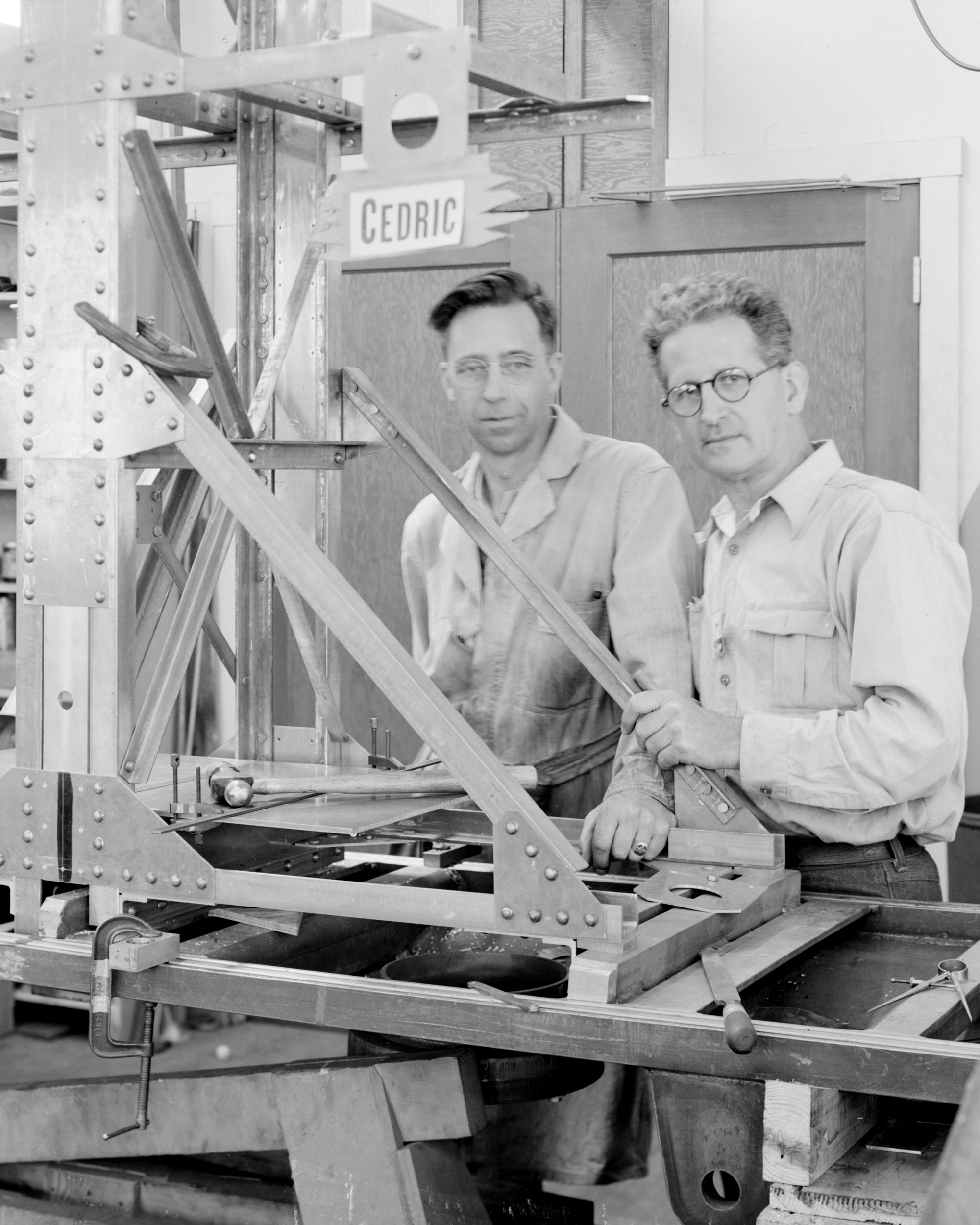
Tie-in průzkumné zařízení pro měření alfa magnetického pole, označované jako "Cedric." Laboratorní fotograf, Cedric Wright, (zcela vpravo) zobrazený zde s neznámou osobou, možná Sam Simmons. Dříve důvěrné. 1943.

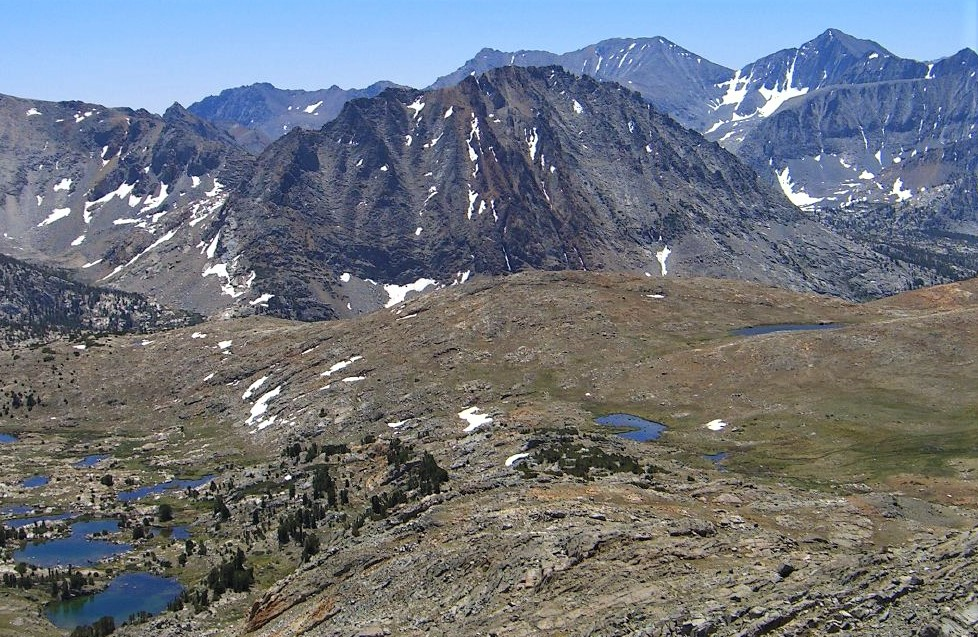
Hora Cedric Wright

George Cedric Wright (13. dubna 1889 – 1959) byl americký houslista a fotograf divočiny zvané High Sierra. Po desetiletí byl mentorem a nejlepším přítelem Ansela Adamse a doprovázel Adamse, když byly pořízeny tři z jeho nejslavnějších fotografií. Byl dlouholetým účastníkem každoročních výletů do divočiny sponzorovaných klubem Sierra.

## Rodina
Cedric Wright se narodil a vyrůstal v Alamedě v Kalifornii. Jeho otec byl úspěšný právník. Jedním z klientů jeho otce byl astronom Charles Hitchcock Adams, otec Ansela Adamse. Cedricův strýc, William Hammond Wright, byl astronom, který se stal vedoucím Lickovy observatoře. Díky otcově úspěchu byl Wright po celý život finančně zajištěn.
Jeho první manželka byla Mildred Sahlströmová a měli spolu dceru Albertu. Poté, co se rozvedli, se v roce 1929 oženil s klavíristkou a učitelkou hry na klavír Rheou Uffordovou. Měli spolu dceru Joanne a syna Davida.

## Houslista
Wright byl motivován stát se houslistou, když slyšel výkon Rakušana Fritze Kreislera. Po studiích ve Spojených státech sedm let studoval u českého houslisty a hudebního skladatele Otakara Ševčíka v Praze a ve Vídni.
Wright byl známý jako „význačný houslista“ a po mnoho let byl učitelem houslí na Kaliifornské univerzitě a Mills College. Renomovaný houslový učitel a dirigent Louis Persinger ho nazval „jedním z nejpřednějších umělců a instruktorů na Západě“. V roce 1934 předčasně ukončila jeho profesionální kariéru houslisty artritida. Poté se rozhodl věnovat svému koníčku fotografii profesionálně.

## Přátelství a spolupráce s Anselem Adamsem
Wright se poprvé setkal s fotografem Anselem Adamsem na rodinném setkání v rodinném prázdninovém domě Wrightových v pohoří Santa Cruz. Cedricovi bylo asi 21 a Anselovi asi 8 let. Znovu se setkali na čtyřtýdenním výletu do divočiny v Yosemitském národním parku, který zorganizoval Sierra Club v roce 1923. Americká kritička umění Nancy Newhallová ve svém díle napsala: „Na prvním High Tripu se Ansel přistihl, že ho to přitahuje k Cedricu Wrightovi, houslistovi, který mohl hrát u ohně hluboko do noci a přesto být ráno vzhůru mezi prvními a rozdělávat oheň ze suchých větviček.“
Jejich přátelství, které pokračovalo až do Wrightovy smrti v roce 1959, popsala Mary Street Alinderová jako „intenzivní přátelství“. Muži sdíleli hluboký zájem o klasickou hudbu i fotografii, protože Ansel Adams byl dokonalý klasický pianista. Wright seznámil Adamse se spisy britského filozofa Edwarda Carpentera, jehož myšlenky pomohly utvářet pohledy obou mužů na svět. Společně diskutovali o dílech jiných spisovatelů, včetně Američanů Elberta Hubbarda a Walta Whitmana.
Po návratu do Bay Area poté, co jejich první společná pouť divočinou v roce 1923 skončila, se Adams stal součástí Wrightova sociálního kruhu hudebníků a aktivistů Sierra Club, kteří se scházeli v jeho domě v Berkeley. Adams Wrighta „zbožňoval“ a šel v jeho stopách tím, že každé léto podnikal dlouhé výlety do divočiny Sierra Nevada a fotografoval vzdálené vrcholky hor.
Ansel Adams ve své autobiografii nazval Cedrica Wrighta „nejlepším přítelem po mnoho let“. Popsal Wrighta jako „téměř obyvatele jiného světa a tvůrce a posla krásy a záhad. Snad jeho největším darem bylo předávat důvěru těm, kteří se zmítali na hranici strachu a nerozhodnosti; často jsem to byl já."
V roce 1926 představil Wright Adamse Albertu Benderovi, mecenášovi umění, který měl hrát hlavní roli v Adamsově obrovském úspěchu fotografa. Wright byl také blízkým přítelem Virginie Bestové, která byla roky Adamsovou přítelkyní. Wright ji navštívil, když byl Adams pryč na fotografických výletech, a ona se mu svěřila o problémech ve vztahu s Adamsem. Wright byl jejich svědkem na svatbě, když se 2. ledna 1928 vzali.
Wright doprovázel a asistoval Adamsovi v době, když pořizoval tři nejslavnější fotografie své kariéry:
Dne 10. dubna 1927 se Wright vydal s Adamsem, Virginií Bestovou, Charlesem Michaelem a dalším fotografem Arnoldem Williamsem do skal vysoko nad Yosemitským údolím zvaného „Diving Board“. Tam Adams pořídil snímek Monolit, tvář skalního útvaru Half Dome. Tu později Mary Street Alinderová nazvala Adamsovou „nejvýznamnější fotografií“, protože to byl triumf vizualizace ukazující „extrémní manipulaci s tonálními hodnotami“. Tato fotografie postavila Adamse na cestu stát se nejznámějším americkým fotografem. Adams označil exkurzi za „osobně historický okamžik ve své fotografické kariéře“.

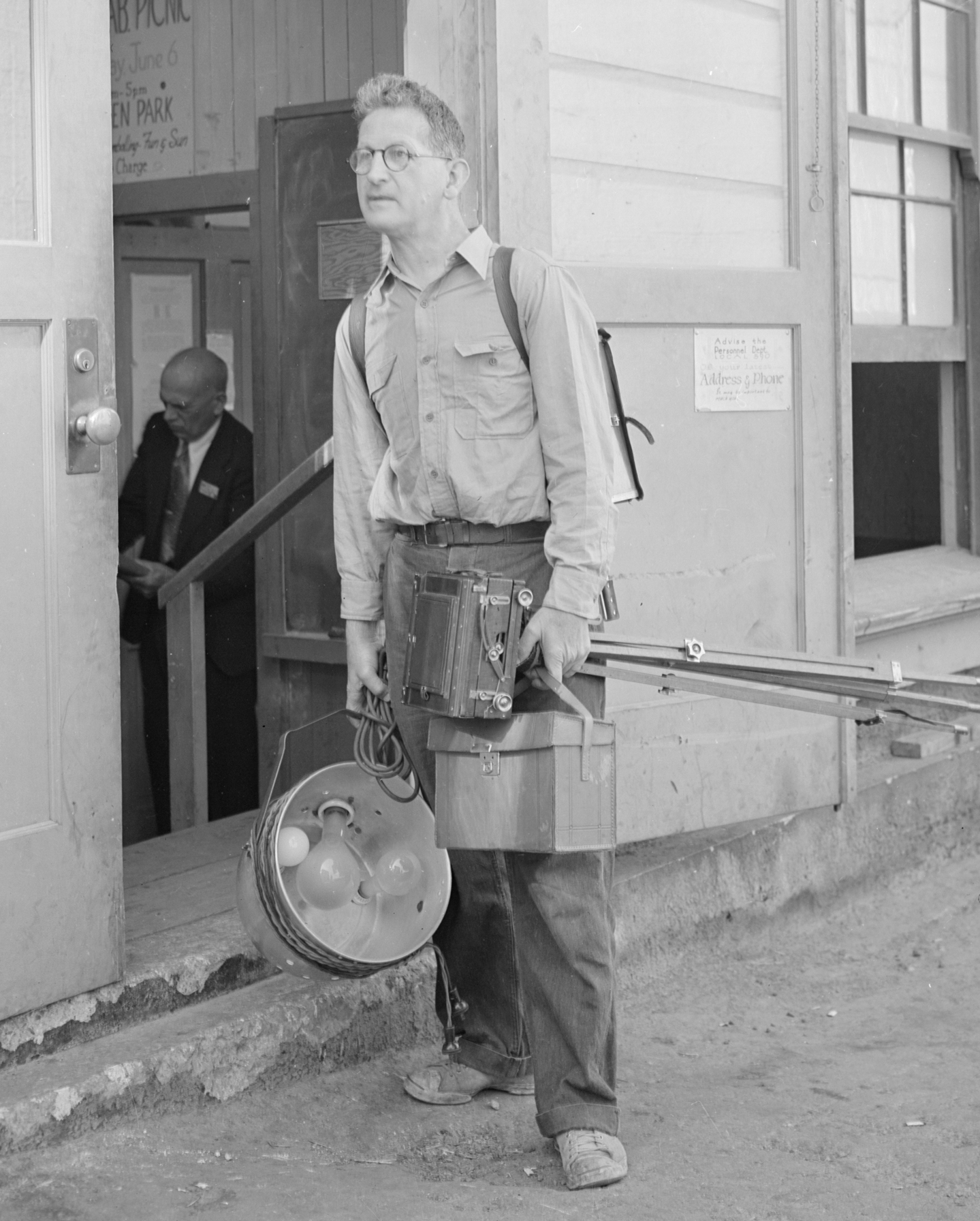
Wright fotografoval v Lawrence Radiation Laboratory, 1943

Během výletu High Trip klubu Sierra Club do národního parku Sequoia v roce 1932 fotografovali Wright a Adams jezero Precipice poblíž Eagle Scout Peak, zatímco Virginia plavala v jezeře, stále pokrytém ledovými krami. Wright byl šokován, když za nějaký čas viděl Adamsovo zamrzlé jezero a útesy, Sierra Nevada, národní park Sequoia, mnohem krásnější než fotografie, které vytvořil on sám. Mary Street Alinderová popsala obraz: "Přízračně zrcadlený v inkoustových vodách, rozbitý černý útes sestupující do částečně zamrzlého jezera."
V roce 1941 ministr vnitra Harold Ickes najal Adamse na půl roku, aby vytvořil fotografie území pod jurisdikcí ministerstva vnitra. Wright doprovázel Adamse a jeho malého syna Michaela Adamse na dlouhé cestě kolem západu. Když 1. listopadu 1941 cestovali údolím řeky Chama za soumraku, narazili na „fantastickou scénu“, kostel a hřbitov poblíž Hernandezu v Novém Mexiku, a odjeli na kraj silnice. Adams si vzpomněl, že křičel na svého syna Michaela a na Wrighta: „Vyfoť to! Získejte to, proboha! Nemáme moc času!" Zoufale se snažili zachytit snímek v slábnoucím světle, a velmi rychle upevňovali stativ a nastavovali fotoaparát, protože věděli, že zbývají jen vteřiny, než jedinečné světlo zmizí. Výsledkem byla fotografie s názvem Východ Měsíce, Hernandez, New Mexico, která se stala tak populární a sběratelskou, že Adams z ní během své dlouhé kariéry osobně vytvořil přes 1300 fotografických tisků. Dne 17. října 2006 vydražila Sotheby's tisk této fotografie za 609 600 amerických dolarů. Historik umění H. W. Janson nazval tuto fotografii „dokonalým spojením přímé a čisté fotografie“.

## Wrightův domov v Berkeley
V roce 1921 koupil Wright starou mlékárnu na adrese Etna Street 2515 v Berkeley v Kalifornii a najal architekta Bernarda Maybecka, aby ji předělal na obyvatelný dům. Wrightův domov přezdívaný „stodola“ měl „vysoký strop s místem pro lanovou houpačku zavěšenou na trámech a dostatečným prostorem pro dvě křídla. Maybeckova snacha Jacomena Maybecková "vzpomínala na večery ve studiu Cedrica Wrighta, kdy ženy nosily večerní šaty a muži smokingy, a kolem velkého kamenného krbu bylo hodně hudby."
Dům byl mezi členy Sierra Club v té době známý jako „ústředí party“. Mezi těmito společenskými kruhy byli Richard M. Leonard a jeho manželka Doris, Francis P. Farquhar a jeho žena Marjorie, David Brower a jeho žena Anne, Edgar Wayburn a jeho žena Peggy a Wrightovi nejlepší přátelé Ansel Adams a jeho manželka Virginia. Nancy Newhallová popsala atmosféru: „Mezitím v domě Cedrica Wrighta mezi sekvojemi v Berkeley nacházel Ansel vřelé přivítání... V jeho domě byla hudba pro housle a klavír; byla tam poezie, zvláště Whitman.“

## Sierra Club High Trips
High Trips byly velké exkurze do divočiny organizované a vedené klubem Sierra, počínaje rokem 1901. Zatímco většina těchto výletů byla do High Sierra, další byly do jiných destinací, jako jsou kanadské Skalisté hory v roce 1928. Wrightovy fotografie z této cesty spolu s fotografiemi Adamse a dalších fotografů byly zahrnuty do portfolia vytvořeného na jeho památku. Žádný jiný člen se nezúčastnil tolika High Trips jako Wright a David Brower vyprávěl, že mu Wright v roce 1953 řekl, že se zúčastnil 33 akcí. Tom Turner napsal, že "Wright byl neúnavný a talentovaný fotograf horské krajiny, který bavil táborníky svými houslemi a rád vítal unavené turisty na konci dne nečekaným šálkem čaje nebo polévky." Během High Trips Wright a jeho studentka Dorothy Mintyová často bavili skupiny 200 účastníků představením Bachova Dvojího houslového koncertu.

## Fotograf, vynálezce a spisovatel
Artritida donutila Wrighta vzdát se kariéry houslisty v roce 1934 a rozhodl se věnovat svému fotografickému koníčku profesionálně. V roce 1939 přijalo Muzeum moderního umění do své sbírky šest Wrightových fotografií, které daroval Albert Bender. V následujícím roce následovalo dalších deset tisků. Několik jeho fotografií bylo vystaveno na mezinárodní výstavě Golden Gate v San Franciscu v letech 1939 a 1940. Wrightova práce byla také uvedena na výstavě v roce 1943 v Muzeu moderního umění nazvané „Action Photography“, spolu s pracemi Ericha Salomona, Petera Stackpolea, Alfreda Stieglitze, Paula Stranda nebo Weegee.
V roce 1935 mu byl vydán patent Spojených států na přenosné zařízení pro tisk fotografií. Vyráběl také různá zařízení, včetně „skládacích a přenosných latrín“ pro High Trips a „překvapivě pevná pouzdra na fotoaparát a housle z lakované překližky s koženými řemínky, která by snesla útrapy, které by bylo třeba sbalit na měsíc cestování na hřbetu muly“.
V článku publikovaném v roce 1957, který obsahoval osm celostránkových fotografií, popsal Wright své myšlenky o tom, jak krása vysokých hor připomíná skvělou hudbu: „Krása pronásleduje vysokohorskou zemi jako majestátní hymna, zpívá v chladném slunečném vzduchu, zářivý horský vzduch – dělá ze slunečního světla živou věc – plave v oblacích – filtruje měnící se záplavy světla, které hory znovu oblékají. Krása přichází hlubokým hlasem řeky a větru lesem, zvětšuje refrén a dává zvučnosti univerzální rozměry." Tato slova věnoval vůdci klubu Sierra Williamu Edwardu Colbymu a stala se součástí úvodu k Wrightově posmrtné knize Slova Země.

## Stáří
Ansel Adams popsal Wrightovy poslední roky jako „složité a obtížné“. Utrpěl mrtvici, která mu způsobila změnu osobnosti, a stal se po ní „rigidním a diktátorským“, což byla „bolestná zkušenost pro všechny jeho přátele“. Wright zemřel v roce 1959.

## Dědictví
Po jeho smrti americká historička fotografie Nancy Newhallová upravila a dokončila jeho knihu Words of the Earth. Ta byla mezi prvními tituly vydanými nakladatelstvím Sierra Club Books v roce 1960. Ansel Adams napsal předmluvu.
V roce 1961 byl 3 768 metrů vysoký vrchol High Sierra oficiálně pojmenován Mount Cedric Wright (36° s. š., 54° v. d. ), na památku Wrighta, který byl popsán jako „mezinárodně známý fotograf, jehož fotografie významně přispěly k ocenění přírodní scény“. Hora se nachází v národním parku Kings Canyon, asi dva kilometry jihozápadně od hory Colosseum a asi 5 kilometrů jiho-jihovýchodně od Mount Pinchot. Virginia Bestová Adamsová později zařídila, aby strážce parku Randy Morgenson rozprášil Wrightův popel na svazích Mount Cedric Wright. V roce 1976 Ansel Adams a Sierra Club zařídili, aby Wrightovy osobní dokumenty byly darovány Bancroftově knihovně na Kalifornské univerzitě v Berkeley.
Výstava z roku 2011 ve škole Chadwick představovala fotografie školy od Wrighta a Adamse. Dvě z Wrightových dětí školu navštěvovaly. Kritik píšící pro Los Angeles Times Wrightovu práci chválil: „Na výstavě v Chadwicku je to Wright, kdo trumfuje Adamse tím nejúžasnějším obrazem na výstavě: záběrem pěti chlapců hrajících basketbal na školním venkovním hřišti z roku 1947 na pozadí zvlněné kopce a Los Angeles Basin hluboko pod nimi. Zachycuje okamžik čistého baletu, kompozice tak půvabně dokonalá, že by si člověk myslel, že ji choreografoval Balanchine – kromě toho, že nemůžete choreografovat hráče, kteří skáčou při doskoku.“